# Abdi İpekçi Arena
Le Abdi İpekçi Arena est une salle couverte située à Istanbul, en Turquie.

## Histoire
Cette salle accueille les matchs du groupe B du Championnat du monde de basket-ball masculin 2010. Elle accueillit aussi le Concours Eurovision de la chanson en 2004.

## Évènements
- FIBA EuroStars 1996
- Championnat d'Europe de basket-ball 2001
- Concours Eurovision de la chanson 2004
- Championnats d'Europe de natation en petit bassin 2009
- Championnat d'Europe masculin de volley-ball 2009
- Championnat du monde de basket-ball masculin 2010
- Championnats d'Europe de judo 2011
- Championnat du monde féminin de basket-ball 2014